# Selecció femenina de bàsquet de la Xina
L'equip nacional femení de bàsquet de la Xina representa la República Popular de la Xina als tornejos internacionals de bàsquet femení. La selecció està governada per l'Associació Xinesa de Bàsquet (CBA).

## Història
El bàsquet va ser introduït per primera vegada a la Xina per missioners de la YMCA a la segona meitat de la dècada del 1890, i l'esport esdevingué popular a les zones urbanes durant el període republicà. Amb la creació de la República Popular de la Xina, l'esport va mantenir la seua popularitat, sent introduït a l'educació física a les escoles.
La primera pel·lícula en color a la Xina sobre esports va ser Woman Basketball Player No. 5 de Xie Jin, el 1957. A la dècada de 1970, el bàsquet era, juntament amb el voleibol, un dels esports femenins més populars del país. De fet, el bàsquet femení es va desenvolupar a la República Popular més ràpidament que no la contrapart masculina.
La Xina es va mantindre fora de les competicions internacionals des de 1958, quan el Comitè Olímpic Internacional va escollir Taiwan com a representant del país. No seria fins als Jocs Asiàtics del 1974, celebrats a l'Iran, que la selecció participaria per primera vegada en un torneig internacional. La capitana de l'equip fou Fang Fengdi, mare de Yao Ming.
Després que la República Popular de la Xina es convertira en el representant de la Xina en competicions internacionals, l'equip de bàsquet va guanyar diversos reconeixements, incloent diversos ors als Jocs Asiàtics i la Copa Àsia, un tercer lloc als Jocs Olímpics d'estiu de 1984 i un tercer lloc a la Copa del Món Femenina de la FIBA 1983.
Per primera vegada des de 1994, la Xina va aconseguir una medalla a la Copa del Món Femenina de 2022 després de ser derrotada per l'equip dels EUA a la final. A finals d'any, el secretari general de la FIBA, Andreas Zagklis, va considerar l'equip xinés com el més prometedor.

## Participacions

### Jocs olímpics
- 1984 -  3 lloc
- 1988 – 6 lloc
- 1992 -  2 lloc
- 1996 – 9 lloc
- 2004 – 9 lloc
- 2008 – 4 lloc
- 2012 – 6 lloc
- 2016 – 10 lloc
- 2020 – 5 lloc
- 2024 - 9 lloc

### Women's World Cup
- 1983 -  3 lloc
- 1986 – 5 lloc
- 1990 – 9 lloc
- 1994 -  2 lloc
- 1998 – 12 lloc
- 2002 – 6 lloc
- 2006 – 12 lloc
- 2010 – 13 lloc
- 2014 – 6 lloc
- 2018 – 6 lloc
- 2022 -  2 lloc

### Copa d'Àsia femenina
- Or: 1976, 1986, 1990, 1992, 1994, 1995, 2001, 2004, 2005, 2009, 2011, 2023
- Plata: 1978, 1980, 1982, 1984, 1988, 1990, 2007, 2015, 2019, 2021
- Bronze: 1997, 2013, 2017

### Jocs Asiàtics
- Or; 1982, 1986, 2002, 2006, 2010, 2018, 2022
- Plata; 1978, 1990, 1998, 2014
- Bronze; 1974, 1994